# Alfredo Domínguez Batista
Alfredo Domínguez Batista (sinh ngày 15 tháng 11 năm 1961) là nhà bất đồng chính kiến người Cuba. Ông là thành viên của "Phong trào giải phóng Kitô giáo" (Christian Liberation Movement), một phong trào của người Kitô giáo đòi cải cách dân chủ ở Cuba. Ông cũng tham gia vào dự án Varela,  một sáng kiến đưa ra dự luật cải cách dân chủ ở Cuba.
Ông đã bị chính quyền Cuba bắt trong vụ mùa xuân đen năm 2003 và bị kết án 14 năm tù. Tổ chức Ân xá Quốc tế đã công nhận ông là tù nhân lương tâm.